# Manduchai

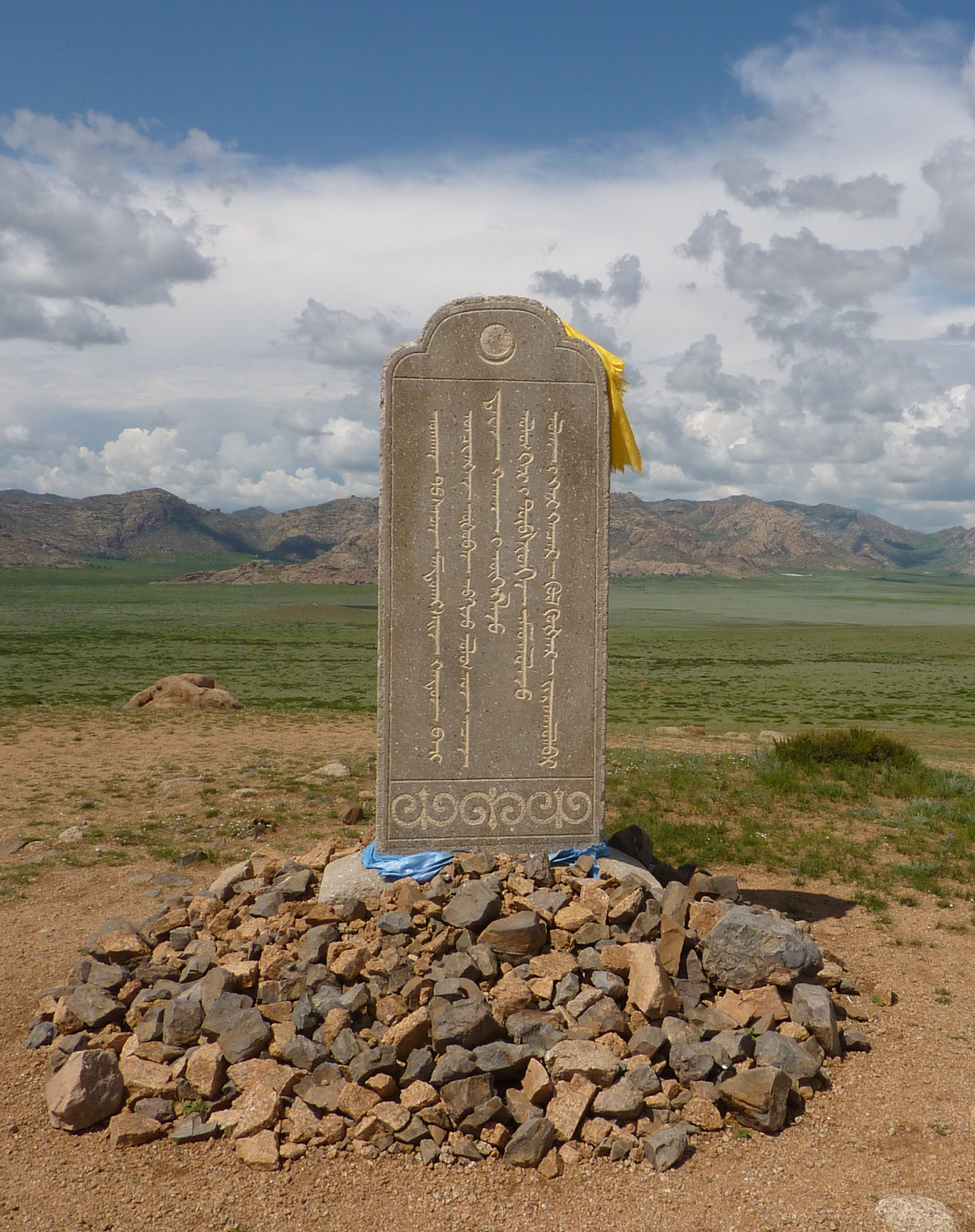
Stele für Manduchai, errichtet nach dem Film 1989
(Khogno Khan, Mongolei)

Manduchai Tsetsen Chatan (mongolisch Мандухай сэцэн хатан, ᠮᠠᠨᠳᠤᠬᠠᠢ
ᠰᠡᠴᠡᠨ
ᠬᠠᠲᠤᠨ, auch weise Königin der Mongolen genannt; * um 1448; † nach 1491/92) war eine mongolische Regentin der Nördlichen Yuan. Ihre Geschichte ist legendär und entsprechend widersprüchlich dargestellt.

## Leben
Manduchai war die Tochter des Fürsten Corosbai Temür aus dem Engküd otog der Tümed und bereits in jungen Jahren die Witwe Manduul Khans (Regierungszeit zirka 1463–1467, verstarb erbenlos). Als die Oiraten den nachfolgenden Khan Bayan-Möngke Jonon (Bolkho Jinong, Regierungszeit zirka 1467–1470) überfielen und dessen Frau Siker taiqo raubten, wurde sein etwa 5-jähriger Sohn Batu-Möngke in ihre Obhut gegeben. Nach der Ermordung seines Vaters galt er als der letzte Thronanwärter aus dem Haus Dschingis Khans in der Mongolei. Daraufhin soll sie die Initiative ergriffen, ihren kindlichen Schützling Batu-Möngke als Dayan Khan auf den Thron gehoben und persönlich die Oiraten angegriffen haben, was zum Sieg bei Tash bürti bzw. Tash Turandu führte. Nach seiner Volljährigkeit heiratete sie ihn 1481 trotz eines Altersunterschiedes von ca. 16 Jahren und gebar ihm acht Kinder. In mehreren Verhandlungen und Feldzügen gelang ihr der Wiederaufstieg der Dschingisiden.

## Rezeption
1982 erschien in der Mongolei der historische Roman Mandchai zezen (dt. Titel Mandchai die Kluge, Berlin 1988). Der mongolische Historiker Schagdardshawyn Nazagdordsh erfuhr mit diesem schriftstellerischen Erstlingswerk eine außerordentlich hohe Resonanz in der mongolischen Leserschaft. Die Monogolistin und Übersetzerin Renate Bauwe resümiert: „Ein sachkundiger Autor vermittelt hier, gestützt auf eine interessante Fabel, ein kontrastreiches, ausdrucksstarkes, realistisches Bild von der Mongolei im 15. Jahrhundert“, weist aber auch auf einige chronologische Unstimmigkeiten hin.
1989 kam der mongolische Kinofilm Мандухай цэцэн хатан (dt. Die weise Chatan Manduchai) heraus. Hier erfährt die Figur eine Glorifizierung als Kämpferin für Freiheit und Unabhängigkeit der Mongolei.
Tanja Kinkel bearbeitete ihr Leben in dem Buch Manduchai, die letzte Kriegerkönigin (München 2014).